# Monica Widnemark
Berit Monica Yvonne Widnemark, född 4 december 1951 i Ekeberga församling i Kronobergs län, är en svensk socialdemokratisk politiker, som mellan 1991 och 1998 var riksdagsledamot för Kronobergs läns valkrets. Därefter var hon 1999–2018 kommunalråd i Lessebo kommun.